# Mäster Amund

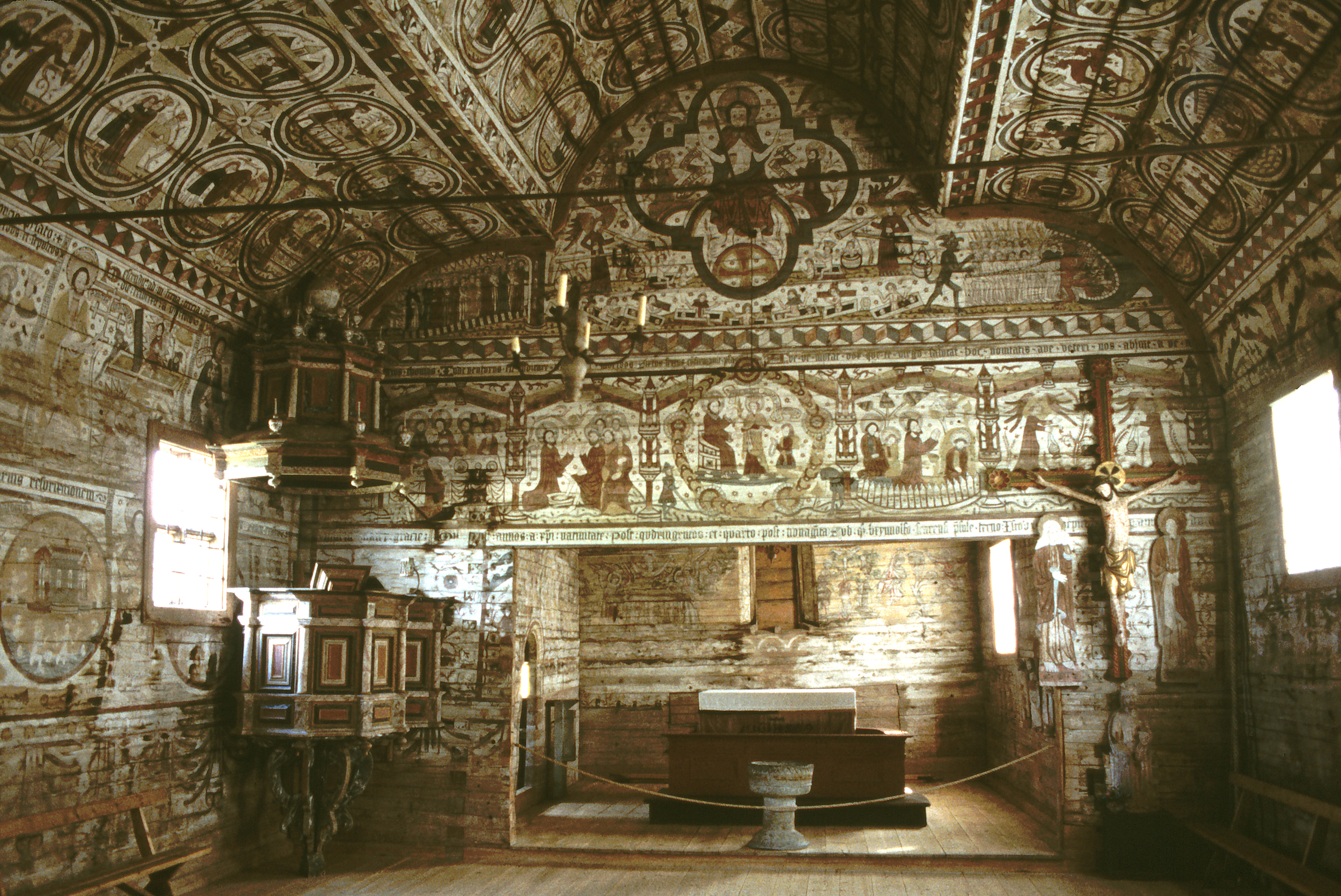
Södra Råda kyrka. Interiör av långhuset mot koret i öster.

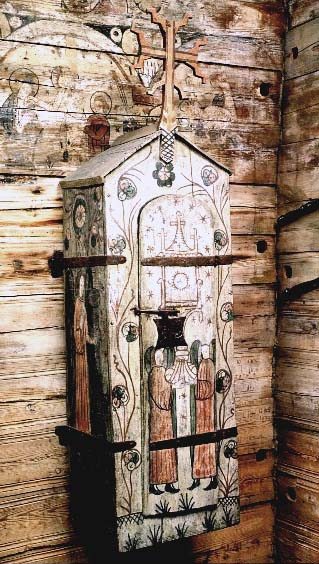
Skåp och väggmålning i Hammarö kyrka, Värmland.

Mäster Amund (ibland kallad Anund) var en kyrkomålare som var verksam i slutet av 1400-talet. Verksamhetsområdet var trakterna kring Vättern och Vänern. Hans främsta till modern tid bevarade verk var målningarna i Södra Rådas långhus. Dessa målningar var unika då de förutom årtalet 1494 också var signerade av konstnären. Kyrkan totalförstördes vid ett pyromandåd 2001. Statens historiska museum (SHM) och andra lyckades dokumentera målningarna innan branden.

## Biografi
Amunds levnadsdata är helt okända och vi känner honom endast som kyrkomålare, där hans produktion är omfattande. Hans verk hör hemma i 1400-talets Götaland med en tydlig traditionsbundenhet och skiljer sig därmed från den samtida i svealandskapen. Han bygger på traditionen från den birgittinska målarskolan i Vadstena som blivit norm för måleriet i vätterlandskapen. Måleriet odlades av utbildade yrkesmän i Vadstena kloster där Risingemästaren och Nils Håkansson vid 1400-talets mitt intog en ledande ställning. Från Risingemästaren övertar Anund tekniken med ornamentinramade medaljonger.
Åke Nisbeth har i Personhistorisk tidskrift genom sina ingående forskningar konstaterat att Amund var född eller i varje fall uppvuxen i Skänninge.

## Konstnärskap

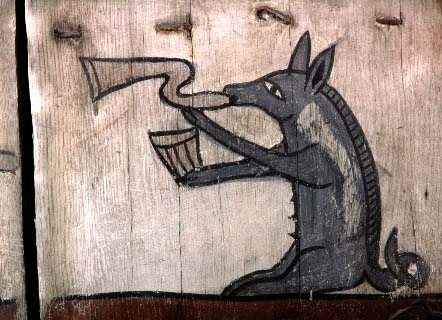
Fabeldjur, Södra Råda.

Amunds konstnärskap och särprägel utgår från en folklig bakgrund. Han utgör en länk mellan allmogemåleriet och det mer avancerade medeltidsmåleriet. Bortsett från en del enskildheter har hans målningar en stor dekorativ verkan. Hans ornamentala fantasi är mycket framträdande; han leker gärna med djurgestalter och blandar in gycklarmässiga figurer som bärare av medaljonger innehållande bibliska scener. Han åskådliggör gärna trosbekännelsen i bild, liknelser och helgonlegender.

## Verk
Mäster Amund och/eller hans skola tillskrivs många kalkmålningar i Småland, Västergötland och Östergötland. Trots svårigheter att identifiera konstnärer bakom senmedeltida målningar har man på konsthistorisk väg kommit till slutsatsen att han personligen stått bakom målningarna i Gökhems kyrka (Västergötland), Asks kyrka och Appuna kyrka (båda i Östergötland). Amund och Amunds grupp tillskrivs också fragmenten i Västra Gerums kyrka, samt de försvunna målningarna i Visnum och Fivelstad.    
Verk tillskrivna Amund och hans skola
- Asks kyrka, Östergötland
- Ekebyborna kyrka, Östergötland
- Gökhems kyrka, Västergötland
- Hammarö kyrka, Värmland
- Korsberga kyrka, Västergötland
- Kumlaby kyrka, Visingsö, Småland
- Kungslena kyrka, Västergötland
- Lena kyrka, Västergötland
- Lindärva kyrka, Västergötland
- Marbäcks kyrka, Småland
- Suntaks gamla kyrka, Västergötland
- Säby kyrka, Småland
- Vilske-Kleva kyrka, Västergötland
- Vårfrukyrkan i Skänninge
- Västra Gerum, Västergötland
- Älvestads kyrka

Tveksam attribution
- Kaga kyrka, Östergötland

Försvunna verk
- Appuna kyrka, Östergötland
- Dala kyrka, Västergötland
- Fivelstads kyrka, Östergötland
- Gränna kyrka, Småland
- Lofta kyrka, Småland
- Södra Råda gamla kyrka, Värmland, 1494
- Visnum

## Gallerier över Mäster Amunds verk

### Målningarna i Södra Råda kyrka

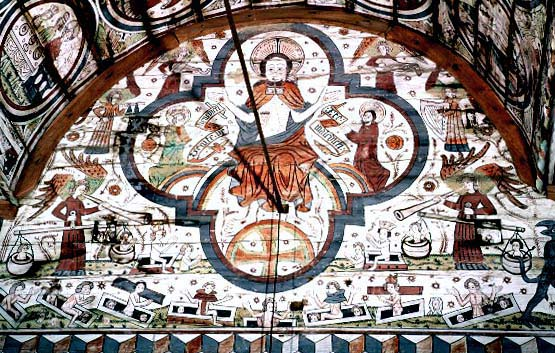
Långhusets östvägg, Yttersta domen.
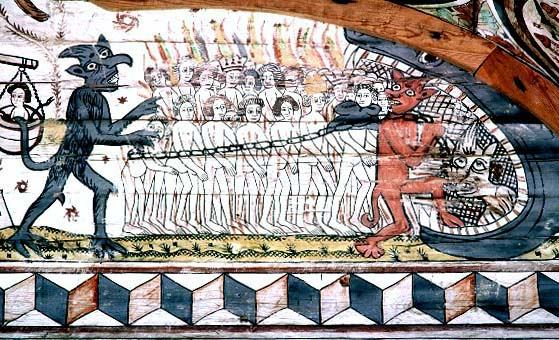
Syndarna dras in i helvetesgapet av djävulen och hans assistent.
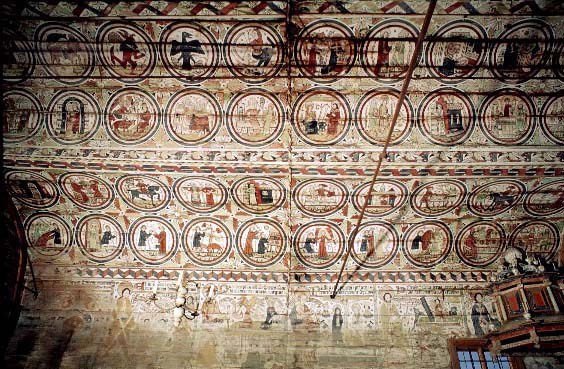
Bildsviter i medaljonger. Här bl.a. "Brodermordet".
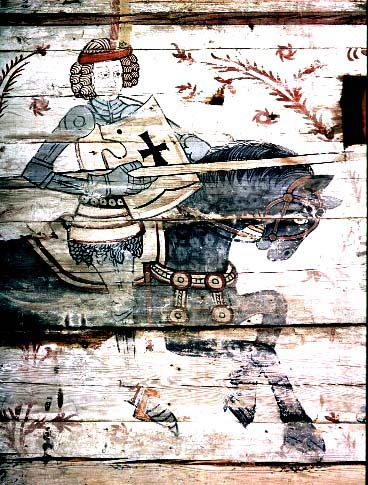
Sankt Göran

### Gökhems kyrka
Målningarna i Gökhems valv har aldrig varit överkalkade och är därför i ovanligt bra skick. De restuscherades dock 1913 och 1928. Väggarnas målningar har varit överkalkade och tagits fram senare. De är mycket blekta och i dåligt skick.

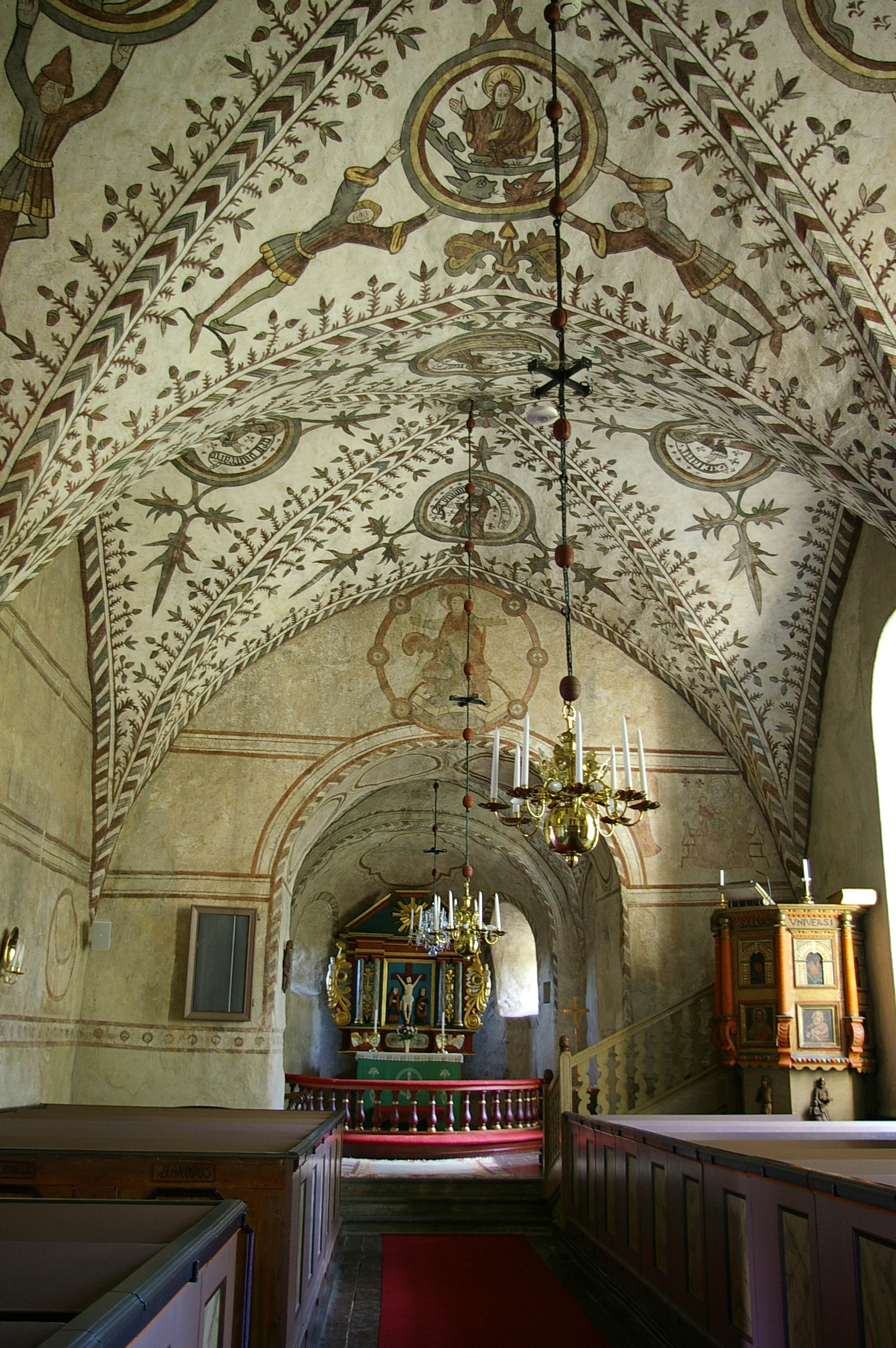
Gökhems kyrka, interiör.
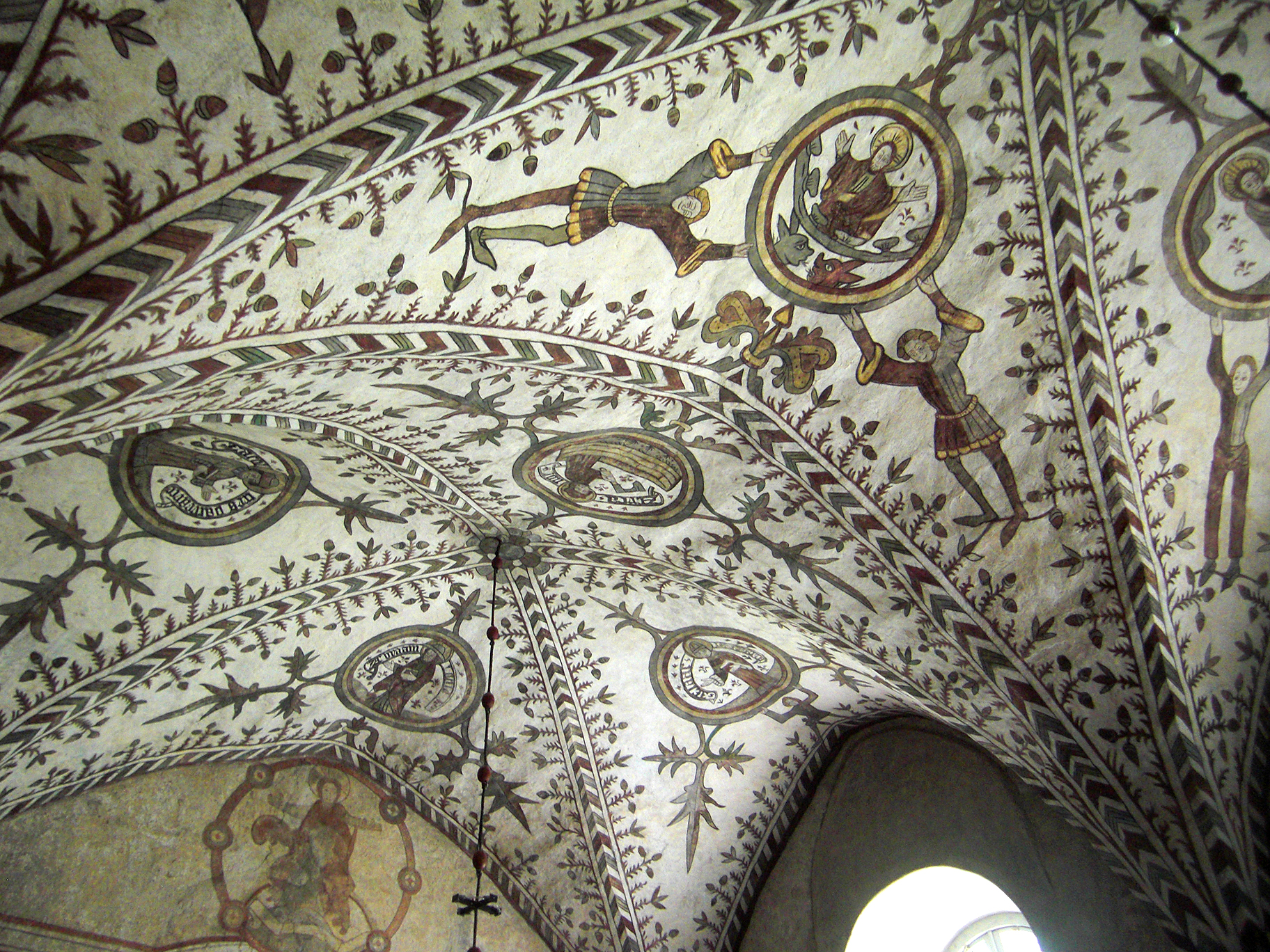
Valven med skapelseberättelsen
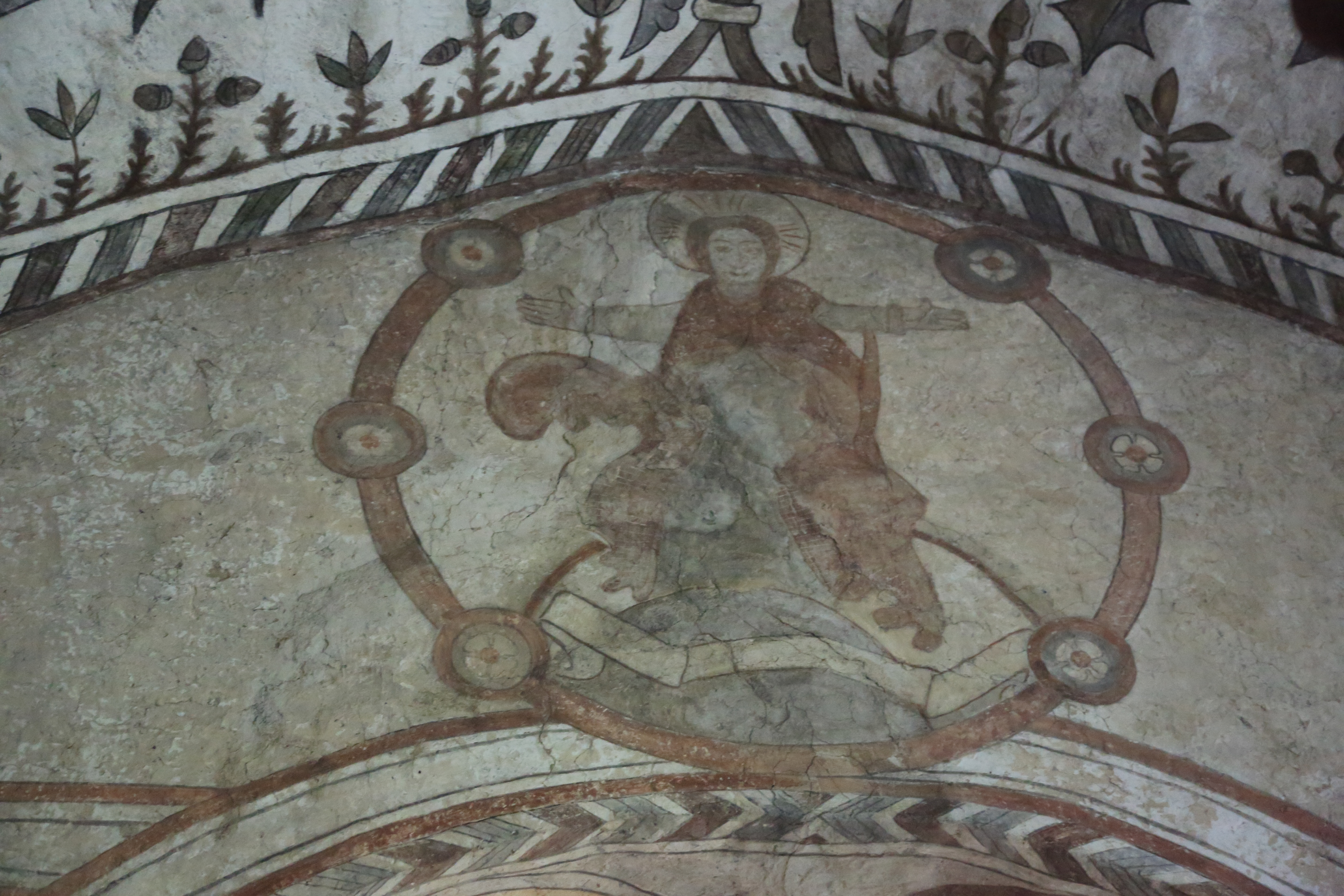
Oretuscherad vägg
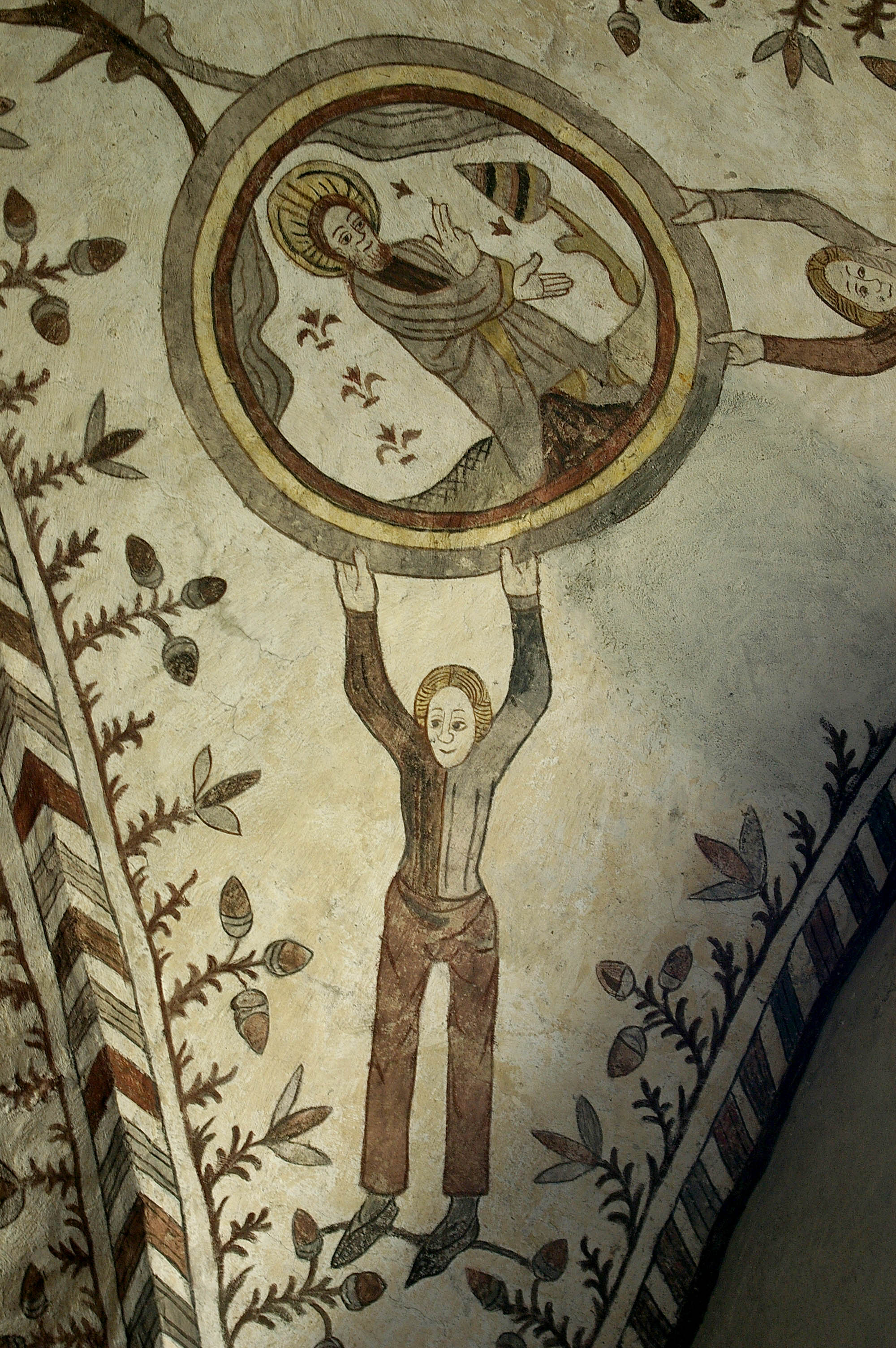
Medaljongbärare som håller upp den skapande guden.

### Hammarö kyrka, Värmland

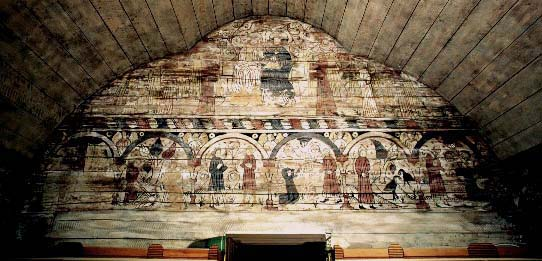
Korets västvägg
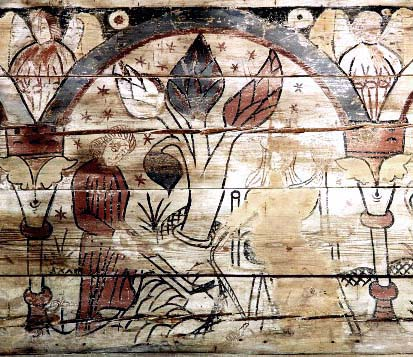
Adam och Eva
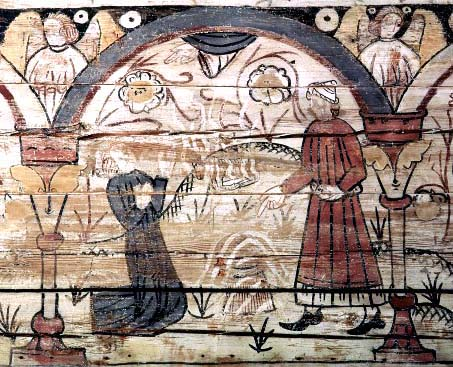
Abel och Kain
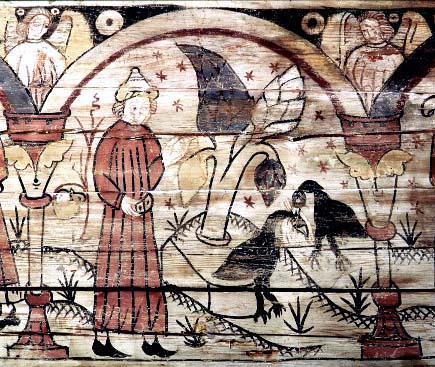
Kain och korparna

### Marbäcks kyrka, Småland

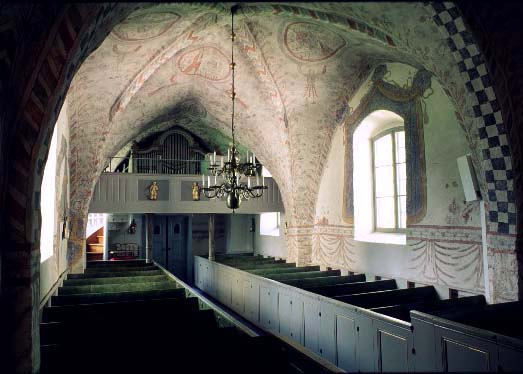
Målningarna gjorda av Amunds efterföljare, sett från håll.
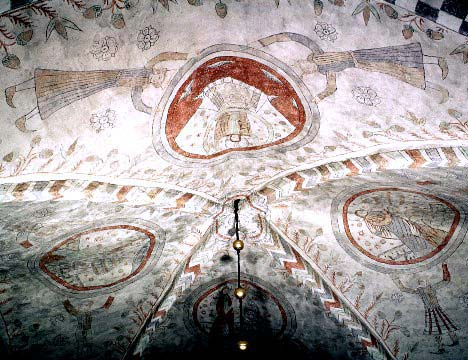
Skapelseberättelsen, utförd på tidigt 1500-tal
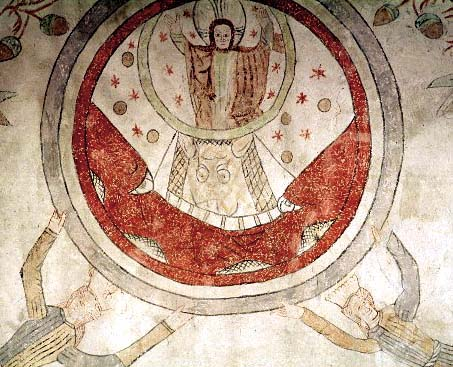
Inledningen till Skapelseberättelsen
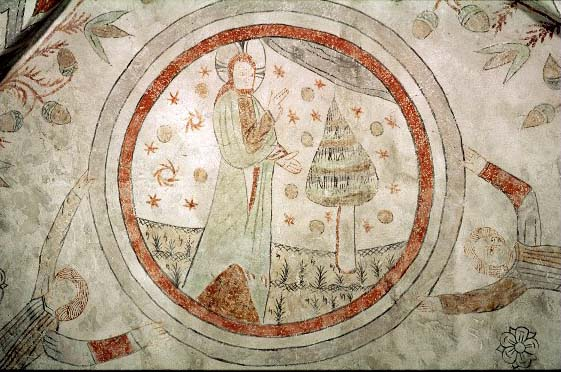
Gud skapar himmel och jord

### Säby Kyrka, Småland
På första bilden har Maria från Magdala ett krus med parfym och Sankta Ursula har en pil. Det ser ut som en orm eller något som kommer upp ur en knappt synlig kalk (giftbägare) hos Johannes, då är det aposteln. Sankta Katarina av Vadstena (1332 - 1381) var Heliga Birgittas dotter. SHM anger Amunds grupp som upphov till dessa målningar.

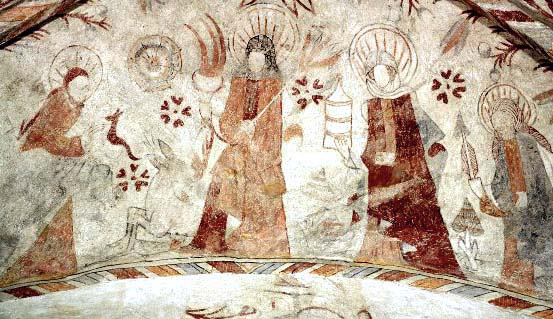
Johannes, Katarina av Vadstena, Maria Magdalena och Sankta Ursula.
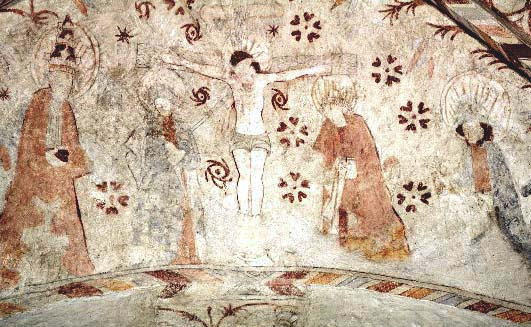
Kalvariegrupp, d.v.s. Maria och Johannes aposteln sörjer vid korset, tillsammans med varierande andra.
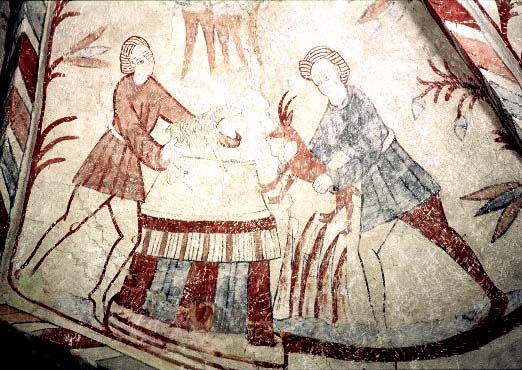
Kain och Abel, offret.
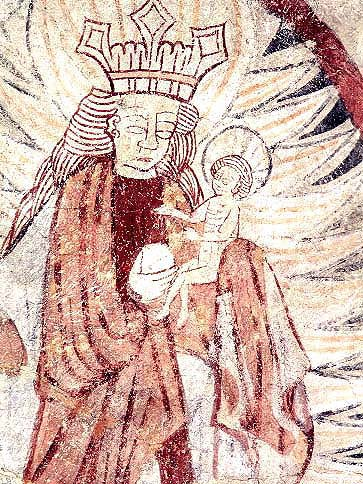
Den klassiska ikonen, Maria och Jesusbarnet

### Ask kyrka, Östergötland

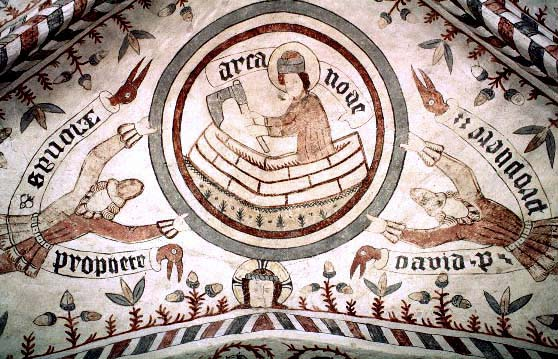
Noa och arken i mitten.
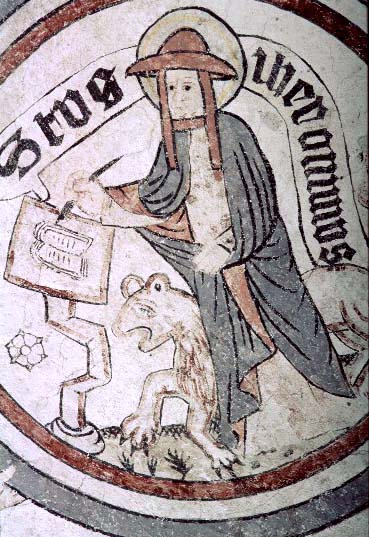
Hieronumus, skyddshelgon för översättare och bibliotekarier.
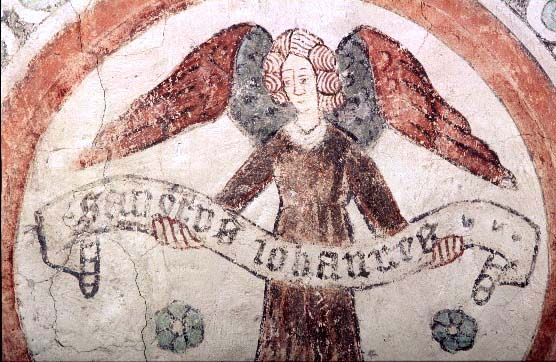
Evangelisten Johannes
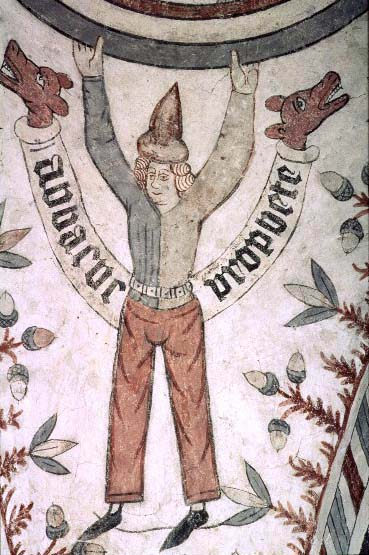
Habackuk, en av de mindre profeterna i GT.
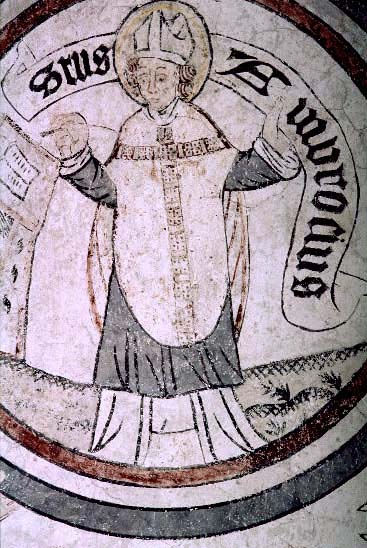
Ambrosius, kyrkofader och helgon.
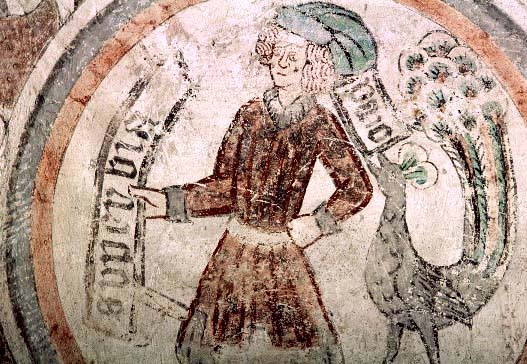
Superbia, högmod och dess symbol påfågel.
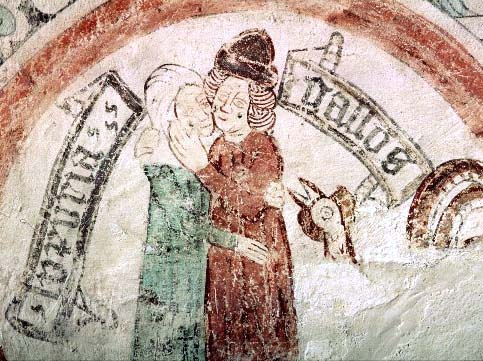
Luxuria, vällust.
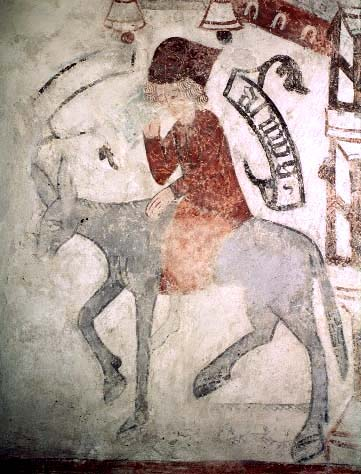
Acedia, lättja och dess symbol åsnan.

### Kaga kyrka, Östergötland
Kalkmålningarna i Kaga är utförda av en oidentifierad upphovsman, men någon i kretsen kring Amund och Risingemästaren enligt SHM. Sankta Katarina av Alexandria är skyddshelgon för bl.a. flickor, sjuksköterskor, filosofer och bibliotekarier, samt Filosofiska fakulteten i Paris. Mycket populär bland kvinnliga studenter. Det blev kontrovers när hon uteslöts av Påven på 1960-talet, så nu får hon vara med igen. (Det finns även kalkmålningar från 1200-talet i Kaga)

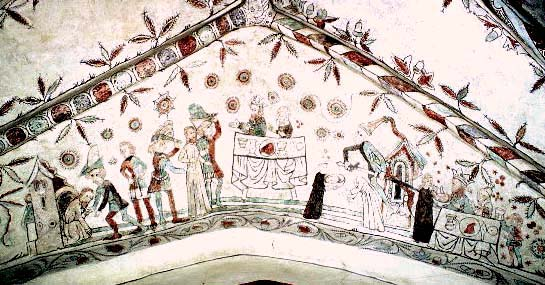
Berättelsen om Johannes döparens död, Salome och Herodes Antipas.
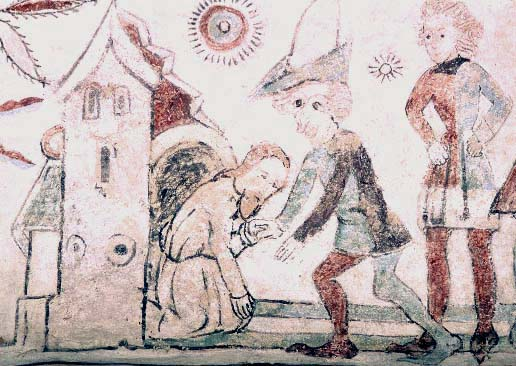
1. Johannes tas från fängelset.
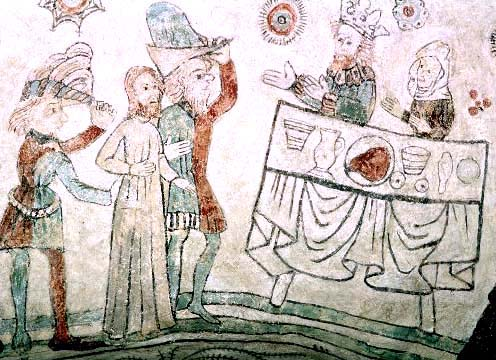
2. Ställs inför Herodes...
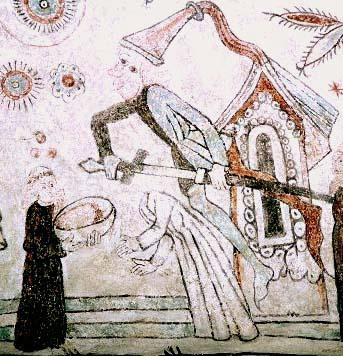
3. ...som beordrar halshuggning på begäran av Salome...
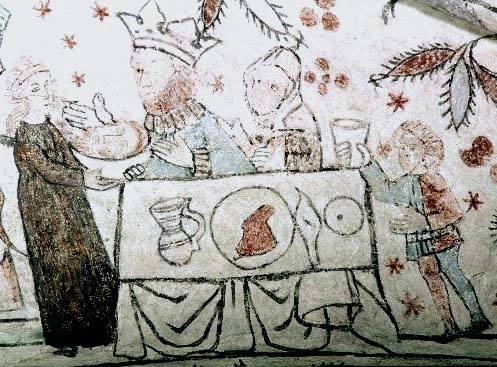
4. ..som presenterar Johannes huvud på ett fat.
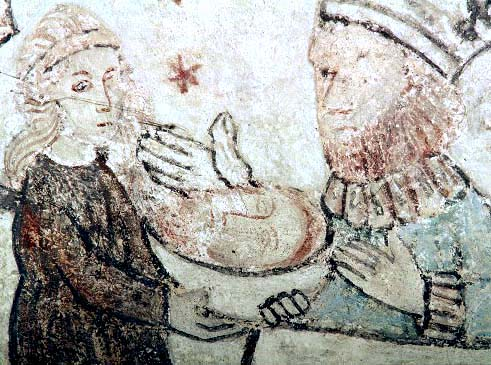
En ganska brutal historia som medeltidens barn fick ta del av.
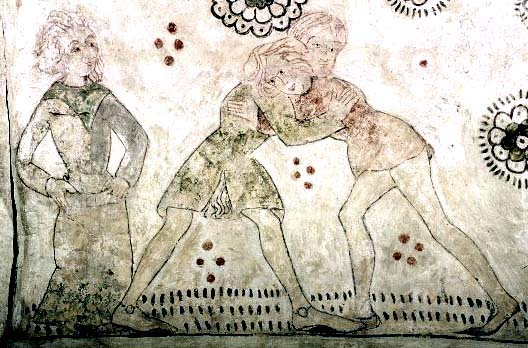
Brottning
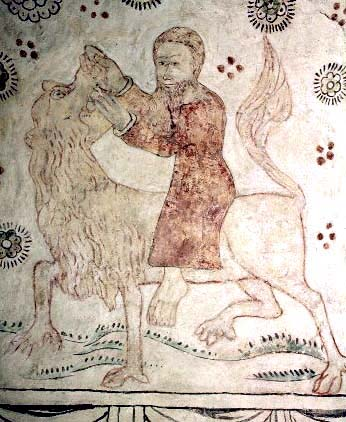
Simson och lejonet strax innan han sliter det i stycken med rå muskelkraft.
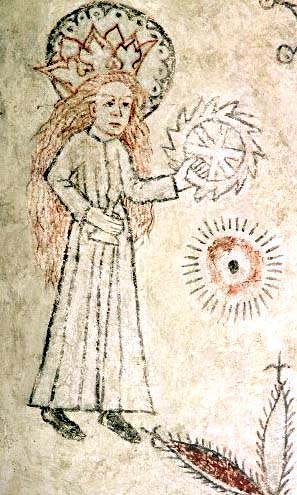
Sankta Katarina av Alexandria med sitt attribut taggigt hjul.
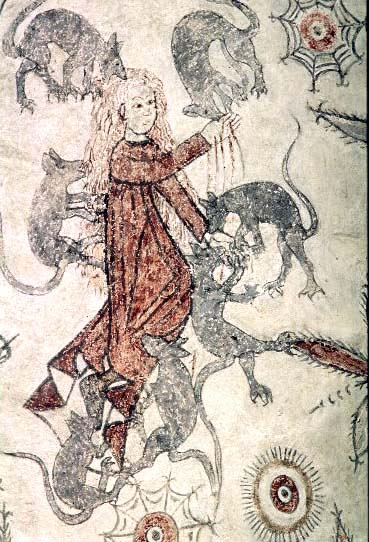
Kakwkylla / Kakukylla, det nordiska helgonet som skyddar oss mot råttor.
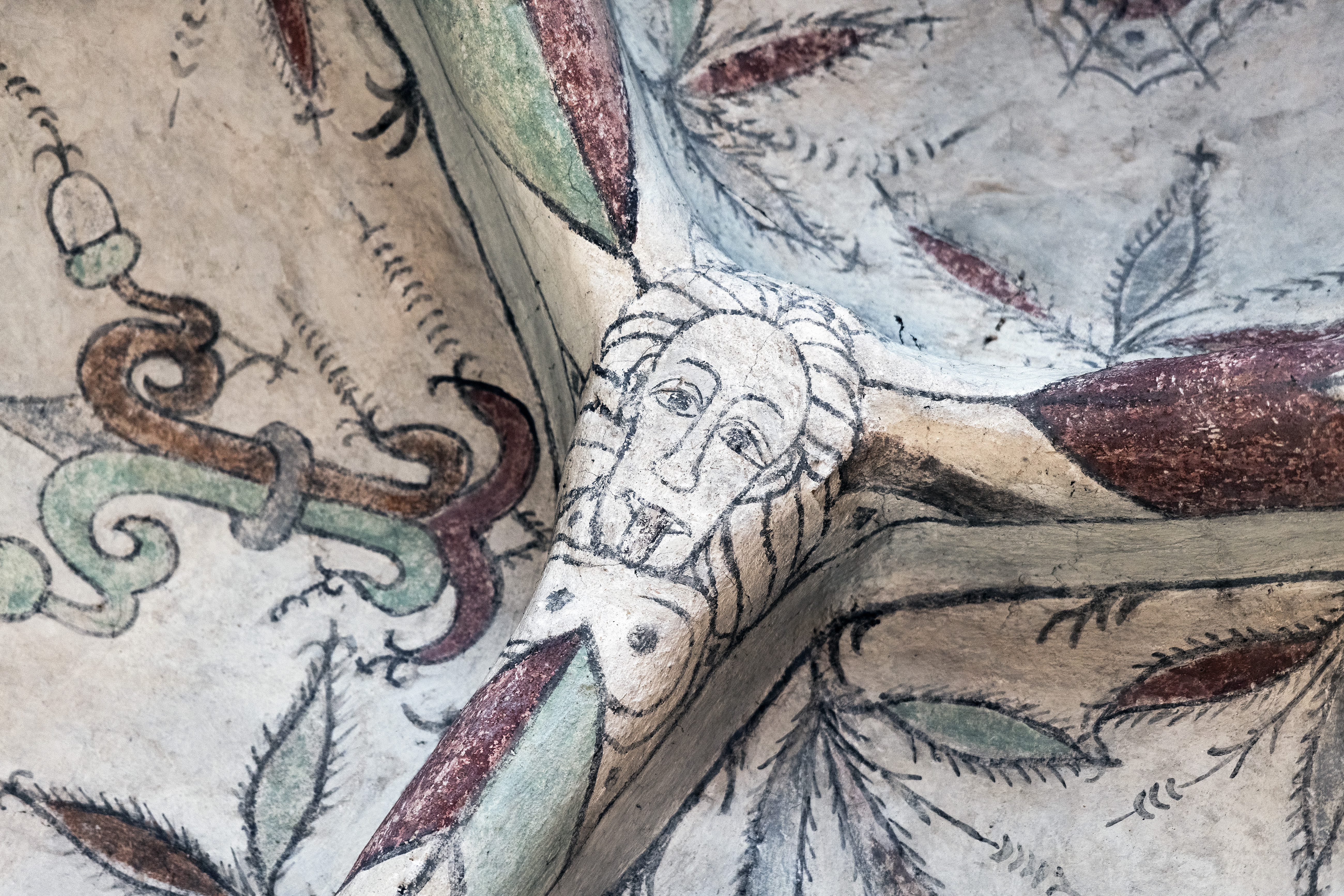
Takdekorationer
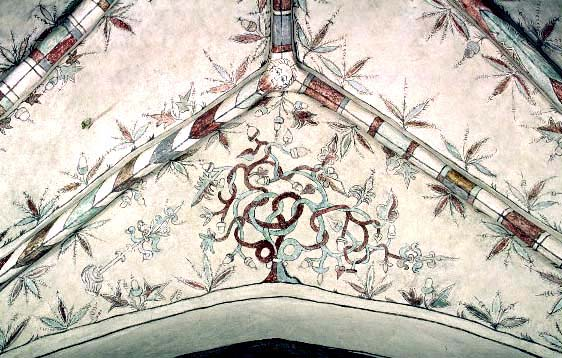
Ornamentik

### Övriga kyrkor

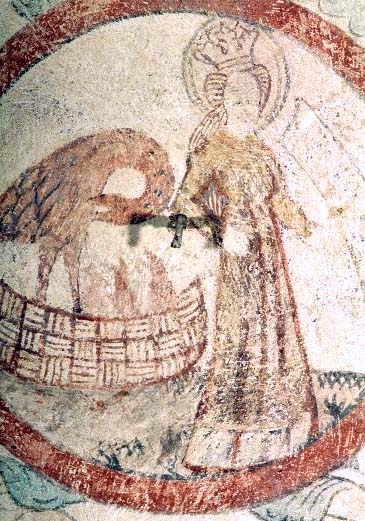
Ekebyborna kyrka, Caritas
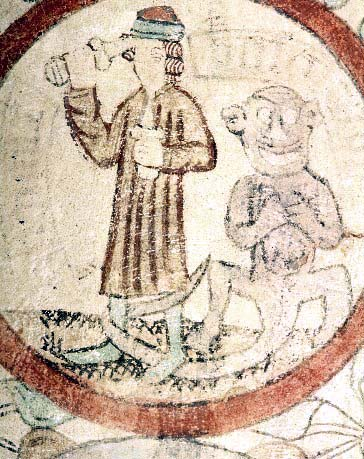
Ekebyborna kyrka, Desperatio
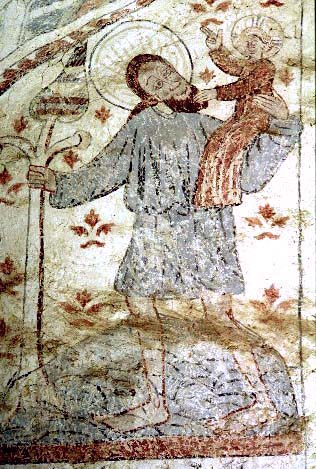
Kumlaby kyrka och en målning föreställande Sankt Kristoffer, de vägfarandes skyddshelgon.
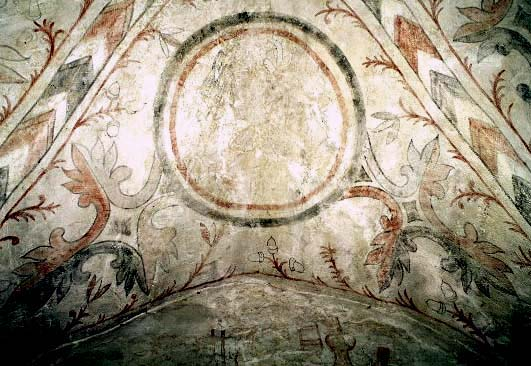
Vilske Kleva
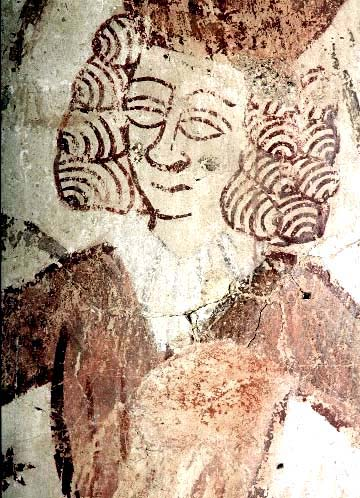
Västra Gerum, Superbia, en symbol för högmod.
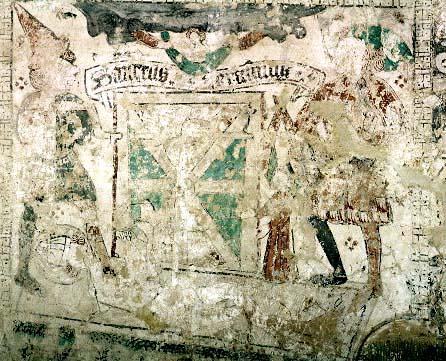
Kungslena kyrkas målningar av Amund är mycket fragmentariska. I övrigt en vacker kyrka med senare målerier.
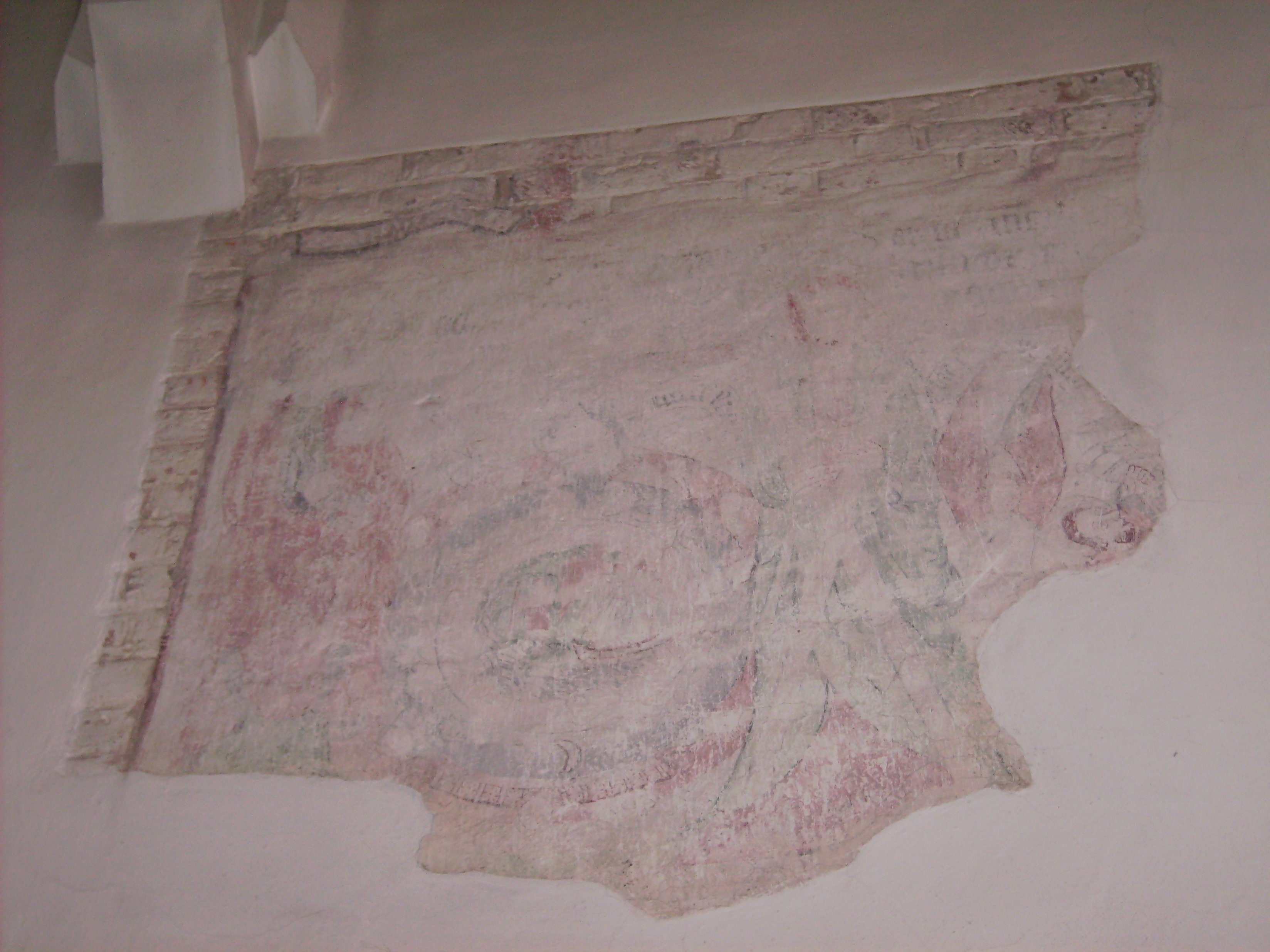
Vårfrukyrkan i Skänninge har bara några få blekta fragment kvar. Bränder, reformation och ombyggnader har gjort sitt.
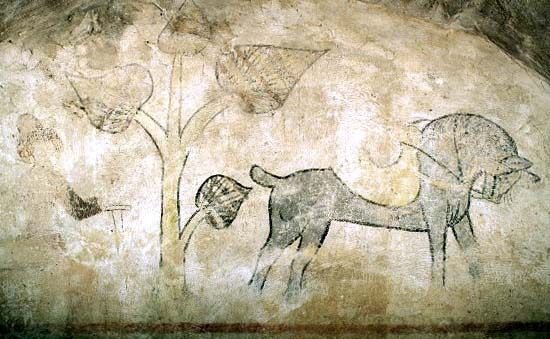
Blekt fragment, Korsberga kyrka.